# Poncé-sur-le-Loir
Poncé-sur-le-Loir ist eine Commune déléguée in der französischen Gemeinde Loir en Vallée mit 314 Einwohnern (Stand: 1. Januar 2022) im Département Sarthe in der Region Pays de la Loire. Die Einwohner werden Poncéens genannt.
Zum 1. Januar 2017 wurde Poncé-sur-le-Loir mit den Gemeinden Ruillé-sur-Loir, La Chapelle-Gaugain und Lavenay zur neuen Gemeinde (Commune nouvelle) Loir en Vallée zusammengelegt. Die Gemeinde gehörte zum Arrondissement La Flèche und zum Kanton Château-du-Loir.

## Geographie
Poncé-sur-le-Loir liegt etwa 43 Kilometer südöstlich von Le Mans am Loir und gehört zum Weinbaugebiet Coteaux du Loir. 

## Bevölkerungsentwicklung
| Jahr                      | 1962 | 1968 | 1975 | 1982 | 1990 | 1999 | 2006 | 2013 |
| Einwohner                 | 542  | 487  | 433  | 426  | 436  | 428  | 396  | 377  |
| Quelle: Cassini und INSEE |      |      |      |      |      |      |      |      |

## Sehenswürdigkeiten
- Kirche Saint-Julien
- Schloss Poncé mit Park
- Mühlen von Paillard aus dem 18. Jahrhundert

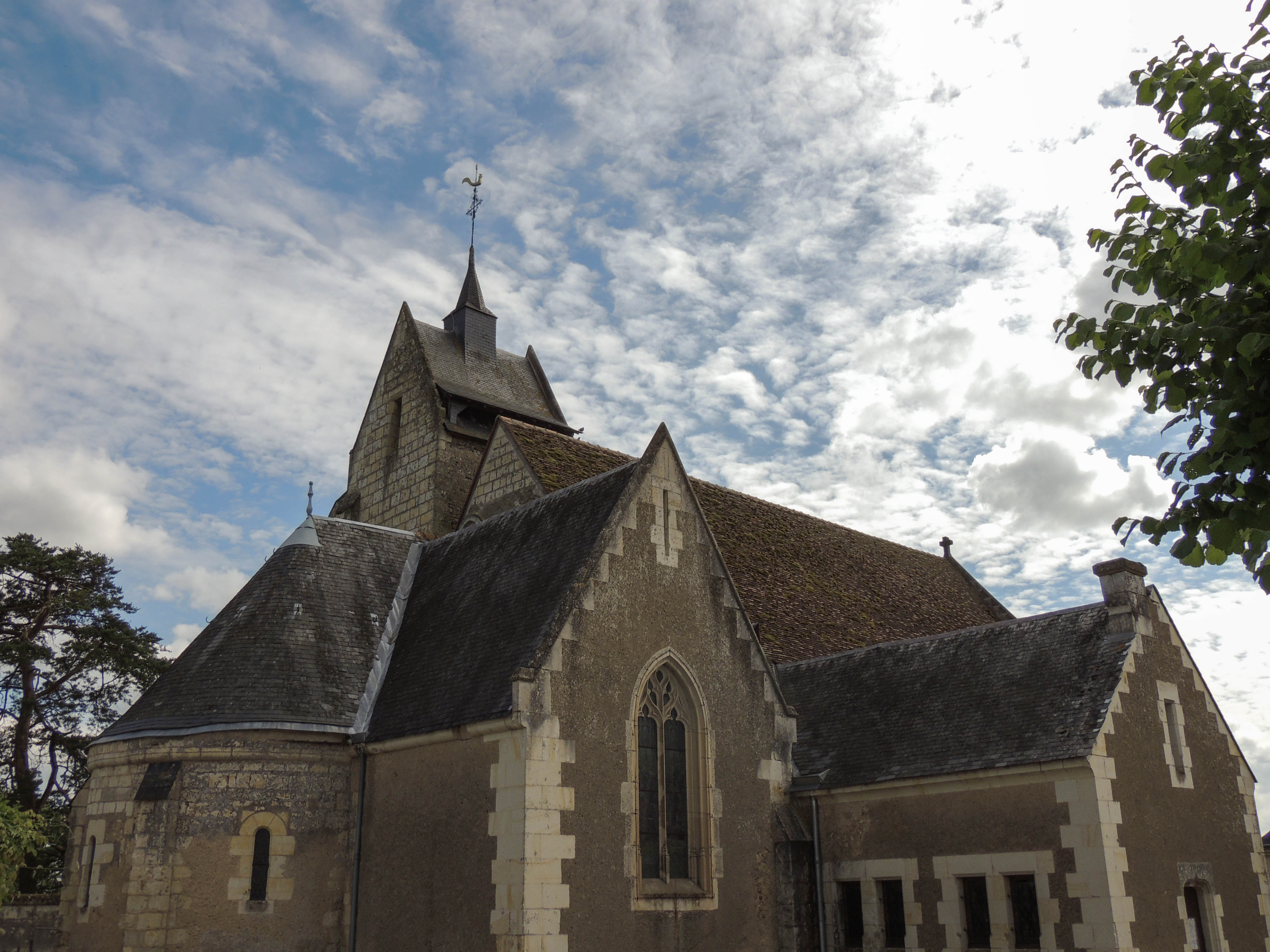
Kirche Saint-Julien
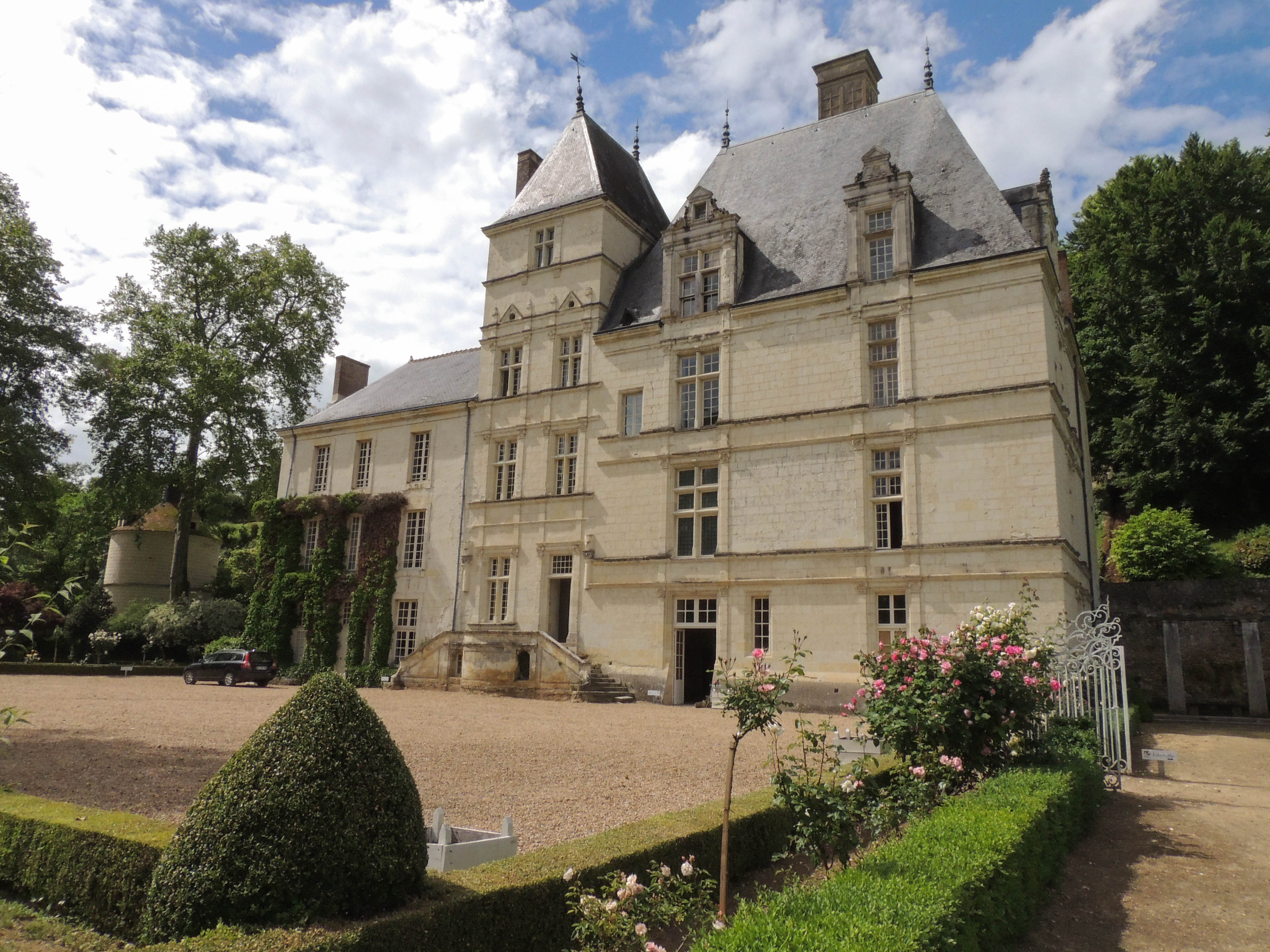
Schloss Poncé

## Persönlichkeiten
- Maxime Maufra (1861–1918), Maler